# Saison 2010 des Rays de Tampa Bay
La Saison 2010 des Rays de Tampa Bay est la 13e saison en ligue majeure pour cette franchise. Champion de la Division Est de la Ligue américaine, les Rays ne passent pas le premier tour des séries éliminatoires face aux Rangers du Texas.

## Intersaison

### Arrivées
Le 3 novembre, le lanceur de relève Jesse Chavez rejoint les Rays en échange de Akinori Iwamura aux Pirates de Pittsburgh.
Le 1er décembre, le receveur Kelly Shoppach est transféré chez les Rays. Il est échangé en provenance des Indians de Cleveland contre à un joueur restant à désigner.
Le 4 février 2010, le lanceur de relève Mike Ekstrom est réclamé des Padres de San Diego au ballottage.
Le lanceur Joaquin Benoit accepte un contrat des ligues mineures le 15 février.

### Départs
Akinori Iwamura est échangé aux Pirates de Pittsburgh le 3 novembre contre le lanceur de relève Jesse Chavez.
Le lanceur Joe Nelson signe un contrat des ligues mineures avec les Red Sox de Boston.
Le receveur Shawn Riggans rejoint les Mets de New York le 11 février.

### Prolongations de contrats
Le champ extérieur Gabe Kapler prolonge son contrat d'une saison le 27 octobre. Il jouera chez les Rays en 2010 contre 1,05 million de dollars.
Le lanceur Randy Choate prolonge son contrat d'une saison le 12 décembre.

### Grapefruit League
32 rencontres de préparation sont programmées du 3 mars au 2 avril à l'occasion de cet entraînement de printemps 2010 des Rays.
Avec 20 victoires et 8 défaites, les Rays terminent premiers de la Grapefruit League et enregistrent la meilleure performance des clubs de la Ligue américaine.

## Saison régulière

### Classement
| Ligue américaine (Division Est) | V  | D  | %    | GB |
| ------------------------------- | -- | -- | ---- | -- |
| Rays de Tampa Bay               | 96 | 66 | .593 | -  |
| Yankees de New York             | 95 | 67 | .586 | 1  |
| Red Sox de Boston               | 89 | 73 | .549 | 7  |
| Blue Jays de Toronto            | 85 | 77 | .525 | 11 |
| Orioles de Baltimore            | 66 | 96 | .407 | 30 |

### Résultats
| Légende           | Légende          | Légende       |
| victoire des Rays | défaite des Rays | match reporté |
| ----------------- | ---------------- | ------------- |

#### Avril
À l'occasion du match d'ouverture de la saison face aux Orioles de Baltimore le 6 avril, Evan Longoria frappe un coup de circuit mesuré à 473 pieds (144 m). Il s'agit du troisième plus long de l'histoire de Tropicana Field

#### Juillet
Le 31 juillet, le releveur Chad Qualls est acquis des Diamondbacks de l'Arizona en retour d'un joueur à être nommé plus tard.

## Séries éliminatoires

### Série de division
| # | Date       | Adversaire | Score | Vic.         | Déf.          | Sauv.       | Affluence | Bilan |
| - | ---------- | ---------- | ----- | ------------ | ------------- | ----------- | --------- | ----- |
| 1 | 6 octobre  | Rangers    | 5 - 1 | Lee (1–0)    | Price (0–1)   |             | 35 474    | 0-1   |
| 2 | 7 octobre  | Rangers    | 6 - 0 | Wilson (1–0) | Shields (0–1) |             | 35 535    | 0-2   |
| 3 | 9 octobre  | @ Rangers  | 6 - 3 | Benoit (1–0) | Oliver (0–1)  |             | 51 746    | 1-2   |
| 4 | 10 octobre | @ Rangers  | 5 - 2 | Davis (1–0)  | Hunter (0–1)  | Soriano (1) | 49 218    | 2-2   |
| 5 | 12 octobre | Rangers    | 1 - 5 | Lee (2-0)    | Price (0-2)   |             | 41 845    | 2-3   |

## Draft
Le joueur de champ extérieur Josh Sale est le premier choix des Rays lors la Draft MLB 2010.

## Affiliations en ligues mineures
| Niveau         | Equipe                  | Ligue                    | Manager            | Vic. | Déf. | Classement                 |
| -------------- | ----------------------- | ------------------------ | ------------------ | ---- | ---- | -------------------------- |
| AAA            | Durham Bulls            | International League     | Charlie Montoyo    | 88   | 55   | Finaliste                  |
| AA             | Montgomery Biscuits     | Southern League          | Billy Gardner, Jr. | 72   | 66   | 3e de la Division sud      |
| Advanced A     | Charlotte Stone Crabs   | Florida State League     | Jim Morrison       | 80   | 59   | Finaliste                  |
| A              | Bowling Green Hot Rods  | Midwest League           | Brady Williams     | 61   | 78   | 6e de la Division est      |
| Short Season A | Hudson Valley Renegades | New York - Penn League   | Jared Sandberg     | 39   | 36   | 2e de la Division McNamara |
| Rookie         | Princeton Rays          | Appalachian League       | Mike Johns         | 33   | 35   | 4e de la Division est      |
| Rookie         | GCL Rays                | Gulf Coast League        | Joe Alvarez        | 34   | 26   | Finaliste                  |
| Rookie         | DSL Rays                | Dominican Summer League  | Julio Zorrilla     | 42   | 30   | 2e de la Division nord     |
| Rookie         | VSL Rays                | Venezuelan Summer League | Esteban Gonzalez   | 37   | 33   | 3e de la poule unique      |